# Pecado (película de 1962)
Pecado es una película mexicana producida por Manuel Zeceña Diéguez en sociedad con productos mexicanos y dirigida por Alfonso Corona Blake. Está protagonizada por Tere Velázquez, Eric del Castillo, Jorge Mondragón y Jorge Mistral. La historia gira en torno a una ambiciosa mujer que utiliza sus encantos para tratar de recuperar un botín de oro robado que ha sido escondido en un río en Guatemala. La película se filmó en varios lugares de ese país centroamericano, incluyendo Puerto San José en Escuintla y Río Dulce, en Izabal.

## Argumento
La película se inicia con una toma de las bellas piernas de Virginia (Tere Velázquez) caminando por el muelle del Puerto San José en Guatemala, quien se dirige hacia Andrés (Jorge Mondragón) —su anciano amante— con quien se ha puesto de acuerdo para recuperar un cargamento de oro robado que este había escondido en Guatemala diez años antes y quien está tratando de conseguir una embarcación para ir al lugar en donde se encuentra el botín. Virginia —una ambiciosa prostituta retirada— convence al marinero Ricardo que los lleve en su yate, sin decirle los verdaderos motivos de la expedición y a pesar de los celos de Andrés.
A media travesía deciden deternese en un poblado costero donde Virginia y Ricardo desembarcan, no así Andrés que se queda en el yate esperándolos; en el poblado, un grupo de mujeres indígenas guatemaltecas —interpretadas por ladinas vestidas con los trajes típicos de varios lugares de ese país— caminan en fila con tinajas para transportar agua mientras otra mujer ladina vestida de indígena interpreta una canción y los hombres realizan labores agrícolas.
Ya en el mar Ricardo exige a Andrés que le diga el objeto del viaje y lo fuerza a confesar que cuando era capitán de un barco fingió un naufragio para arrojar al mar una carga de oro que ahora quiere rescatar. Ricardo pide partes iguales para continuar pero aunque Andrés accede, a una señal de Virginia, Ricardo golpea a Andrés y lo mata sin querer. Ella arroja el cadáver al mar y se niega a entregarse a Ricardo, como prometió, hasta que encuentre el oro.
Por fin llegan a una selva y tras buscar el oro infructuosamente, Silveste es mordido por una víbora pero para su fortuna, los novios indígenas guatemaltecos Ricardo (Eric del Castillo) y Juana (Martha Elena Cervantes) los auxilian. Mientras Silvestre se repone Virginia, pide a Silvestre que busque el oro diciendo que es metal de valor científico; este halla el metal sumergido en un río, pero se da cuenta de la verdad y le reclama a Virginia cuando retorna a la superficie.  Virginia se le entrega para ponerlo de su parte; pero entonces, Ricardo trata de forzar a Juana y se enfrenta con Silvestre por ella.
Nuevamente en la embarcación, Virginia se entrega a Ricardo y le pide que saque el oro que aún está en el mar; cuando Ricardo se sumerge en el río, ella le corta el tubo de suministro de aire. Silvestre se lanza al agua y lo salva, llevándolo nuevamente a la embarcación, en donde Ricardo forcejea con Virginia y, al resbalar y caer en el río, ambos mueren ahogados.

## Rodaje

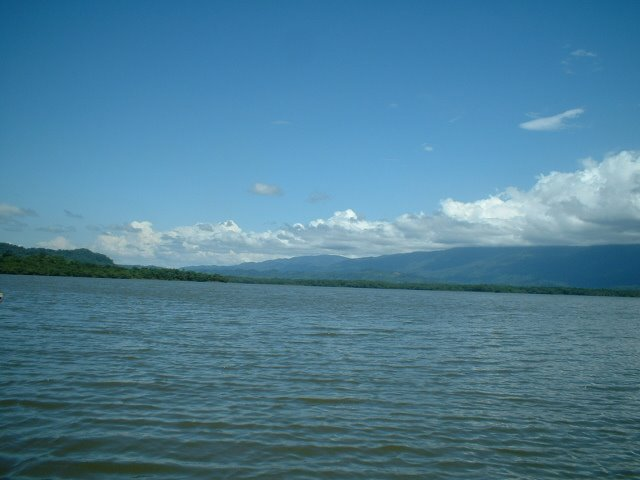
Río Dulce, en Izabal. En esta localidad se filmaron las escenas del yate para el desenlace de la película.

La película se filmó en Guatemala; en Puerto San José se filmaron las escenas iniciales aprovechando las instalaciones del muelle, que entonces pertenecían a la International Railways of Central America y a la Great White Fleet de la United Fruit Company y se encontraban en muy buenas condiciones.  Por su parte, lugares próximos a la Ciudad de Guatemala se utilizaron para filmar las secuencias que supuestamente ocurren en los poblados costeros del país.  El deselance se filmó en la localidad de Río Dulce, y en la región del departamento de Izabal.

## Reparto
- Tere Velázquez: Virginia
- Jorge Mistral: Silvestre
- Jorge Mondragón: Andrés
- Eric del Castillo: Ricardo León
- Martha Elena Cervantes: Juanita
- Enrique Barrios
- Catarino Chávez
- Carlos Nhistal